# Нікколо Ґроссо
Нікколо ді Нофері дель СодоҐроссо (італ. Niccolò di Noferi del SodoGrosso; бл. 1500, Флоренція), також відомий як Іль Капарра (італ. Il Caparra) — італійський коваль епохи Відродження.

## Біографія
Нікколо Ґроссо народився у Флоренції, і його найважливіші роботи знаходяться на фасаді Палаццо Строцці там, хоча це лише копії, а оригінали були переміщені. Серед них — ліхтар у формі класичного храму, а також підставки для флагштоків і смолоскипів з вигадливими уявними тваринами. Кажуть, що месер Філіппо Строцці знайшов Ґроссо біля будівельного майданчика, де він продавав цибулю, і найняв його на роботу з жалю (хоча Ґроссо вже був відомим ковалем). Він також виготовив ліхтарі, тримачі для факелів та залізні кільця на підлозі Палаццо Сіґре. Джорджо Вазарі хвалив Ґроссо як найкращого з ковалів.
Іноді мініатюрні репродукції ліхтаря Ґроссо на Палаццо Строцці можна знайти на ринку секонд-хенду, багато нових дизайнів надихаються його оригіналом (який, ймовірно, був сумішшю оригінальних впливів).